# Orsara di Puglia
Orsara di Puglia est une commune du sud de la péninsule italienne de la province de Foggia dans les Pouilles.

## Administration
| Période                                  | Période | Identité | Étiquette | Qualité |
| ---------------------------------------- | ------- | -------- | --------- | ------- |
|                                          |         |          |           |         |
| Les données manquantes sont à compléter. |         |          |           |         |

### Communes limitrophes
Bovino, Castelluccio dei Sauri, Celle di San Vito, Faeto, Greci (AV), Montaguto (AV), Panni, Troia